# Архітектура Італії
Архітектура Італії дуже різноманітна за архітектурними стилями, які не можна класифікувати за періодом або регіоном, внаслідок історичної роздробленості Італії на невеликі держави. Історія італійської архітектури нараховує кілька тисячоліть. Італія зробила величезний внесок до світової архітектури: саме стародавні римляни почали активно використовувати та поширили на території Європи такі конструкції як арка, купол, акведук. Італія — батьківщина Ренесансу (XIV—XVI століття) та палладіанства — мистецького руху, що надихнув інші архітектурні течії в Європі та Америці, стилю бароко, а також італійського стилю у світовій архітектурі XIX століття.
В Італії нараховується понад 100 000 пам'яток культурної спадщини, зокрема й архітектури (музеї, палаци, будинки, церкви, вілли, фонтани тощо). Разом із Китаєм, Італія посідає перше місце у світі за кількістю пам'яток (55), внесених до списку світової спадщини ЮНЕСКО, причому 23 з них визнані шедеврами людського генія. В цій країні розташована низка шедеврів світової архітектури, таких як Колізей, Міланський собор, собор святого Петра, Моле-Антонелліана тощо.

## Давньогрецький та етруський періоди

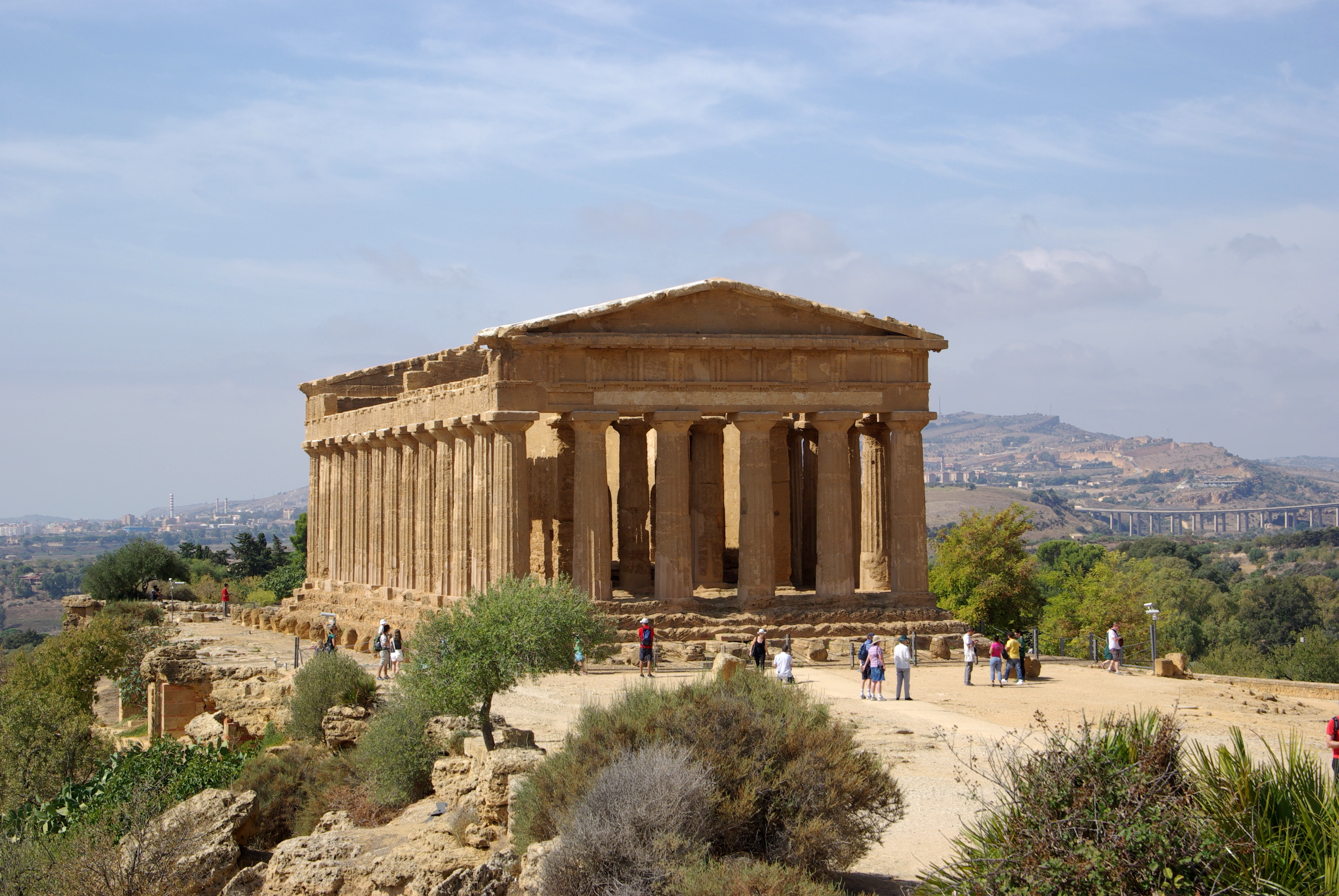
Храм Конкордія в Агрідженто

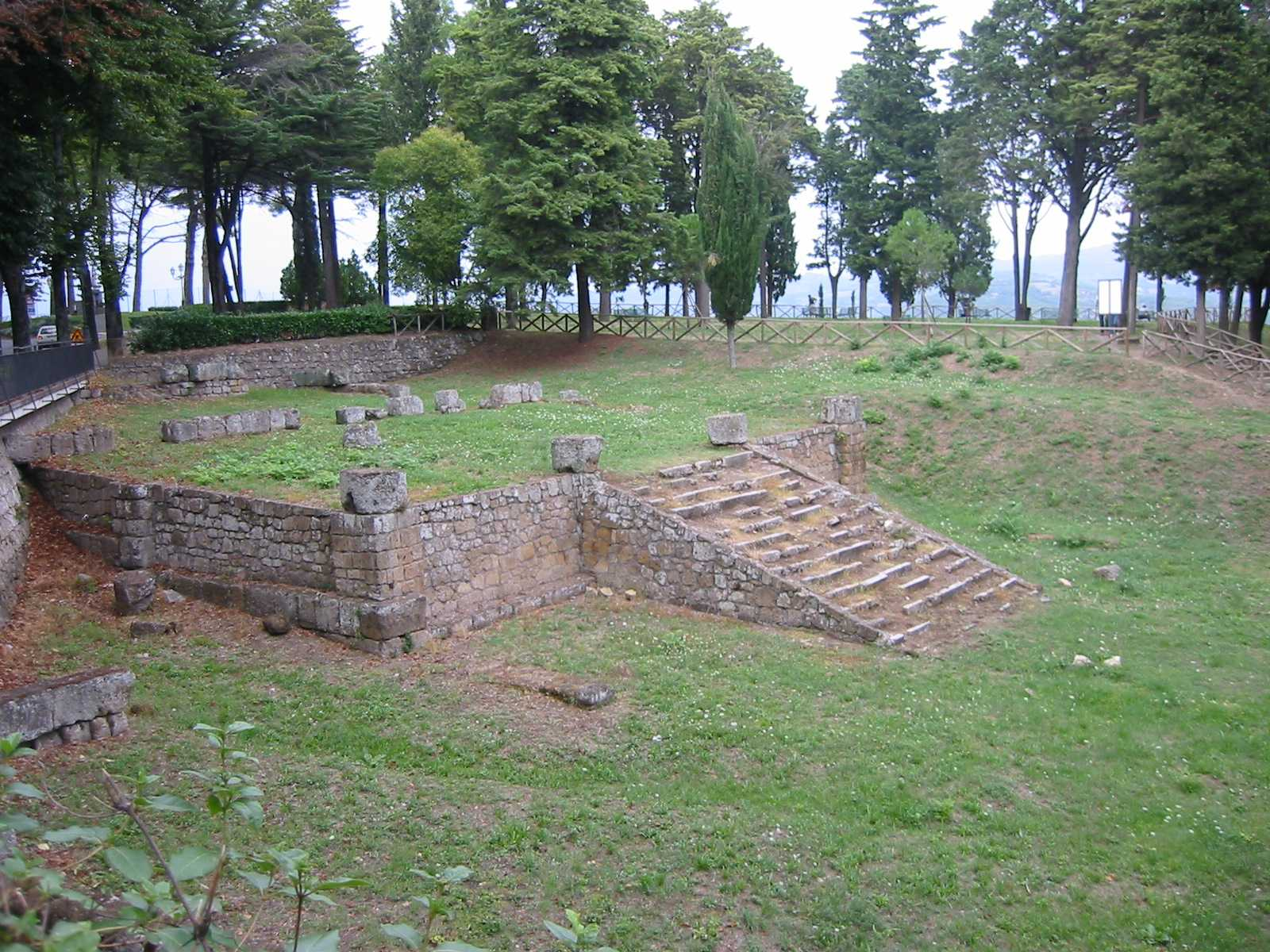
Залишки етруського храму в Орв'єто

Найдавніші пам'ятки матеріальної культури, знайдені на території сучасної Італії, належать до епохи палеоліту. У бронзову добу з'явилися поселення із будівель на палях, це були круглі або прямокутні в плані хатинки на дерев'яних палях, зведені на узбережжях озер або на штучних земляних насипах. У VII—VIII століттях до н. е. в околицях сучасного міста Болонья існувала культура віланова, її представники будували круглі або овальні будівлі із центральним стовпом, що підтримував дерев'яний дах. Проте першими, хто став у будівництві використовувати архітектурні прийоми та стилі, стали етруски та давньогрецькі колоністи.
Етруська цивілізація зародилася на території північної та центральної Італії у VIII ст. до н. е. Етруски зводили будинки з каменю та дерева, в якості сполучного матеріалу використовували глину та вулканічний пісок — пуцолан. На півночі Етрурії використовували переважно вапняк, твердий пісковик та травертин, на півдні — різновиди туфу. Мармур етруски не використовували. Перекриття робили з дерева, будівлі декорувалися фресками та теракотовими рельєфами та скульптурами. Щонайменше у III столітті до н. е. етруски навчилися виготовляти цеглу, вміли будувати хибні склепіння. Етруські міста зводилися за розробленими планами та складалися з міського центру із головним храмом та квартальної вуличної сітки. Етруски володіли технікою виплавляння міді, заліза та олова, спорудили низку доріг, найпізніші з яких увійшли до давньоримської шляхової мережі, зводили мости, акведуки та водостоки. Храми етрусків, зведені з цегли та дерева, не збереглися, їх зовнішній вигляд можна реконструювати лише на основі археологічних даних. Найпростіші храмові будівлі з'явилися в VII ст. до н. е. і являли собою прямокутні у плані приміщення із двоколонними портиками. Пізніше архітектура культових споруд дещо ускладнилася, збільшилася кількість колон, храми у плані стали переважно тринавними, із бічними портиками. Житлові будівлі етрусків не збереглися, про їх вигляд можна певною мірою судити по оформленню гробниць, які наслідували обриси житлового будинку. Центральною частиною етруського житлового будинку був атрій — велике прямокутне приміщення із прямокутним отвором у даху і басейном аналогічної форми під ним. Дах будинку був нахилений у бік цього отвору — комплювіуму — куди з даху стікала дощова вода і потрапляла у басейн — імплювіум. Атрій оточували житлові кімнати, за будинком розміщувався внутрішній садок.
В сучасній Італії збереглося дуже мало зразків етруської архітектури, усі вони були перебудовані у наступні епохи, зокрема, за часів Стародавнього Риму. Так, збереглися започатковані етрусками мости в Блера, Вульчі та поблизу Веї, головний водостік Рима — Клоака Максима, міські стіни з арковими брамами та вежами у Вольтеррі, Орв'єто, Перуджі (арка Августа), Тарквінії, Сутрі тощо, некрополі із масивними гробницями в Черветері, Тарквінії, Орв'єто та інших етруських містах. Загалом, порівнюючи етруську архітектуру із подальшими періодами, можна зазначити, що хоч етруски не лишили по собі значних у художньому плані споруд, вони справили певний вплив на давньоримську архітектуру і передали наступникам будівельну техніку, атріумний тип житлових будинків (етруський комплювіум можна порівняти з окулюсом Пантеона), гробниці та надгробки, принцип побудови культових споруд на високих подіях з парадними сходами, регулярне планування давньоримських каструмів, акведуки та шляхову мережу.
Південну Італію з VIII століття до н. е. почали заселяти грецькі колоністи, створивши тут так звану Велику Грецію. Вони зводили більші, кращі та технологічно досконаліші будівлі у притаманному своїй цивілізації стилі, який також справив значний вплив на італійську архітектуру. Втім, приблизно з IV століття до н. е. елліни починають будувати переважно театри, а не культові споруди. Давньогрецькі театри були напівкруглої форми й мали аудиторію та сцену, будувалися на пагорбі, на відміну від давньоримських амфітеатрів, де глядацькі місця були штучно зведені. Характерною рисою грецьких храмів були масивні кам'яні чи мармурові колони. На території сучасної Італії лишилося кілька визначних зразків давньогрецької архітектури, зокрема, в Калабрії, Апулії та на Сицилії. Рештки давньогрецьких культових споруд в Долині Храмів (італ. Valle dei Templi) внесені до списків світової спадщини ЮНЕСКО.

## Архітектура Стародавнього Риму

Колізей

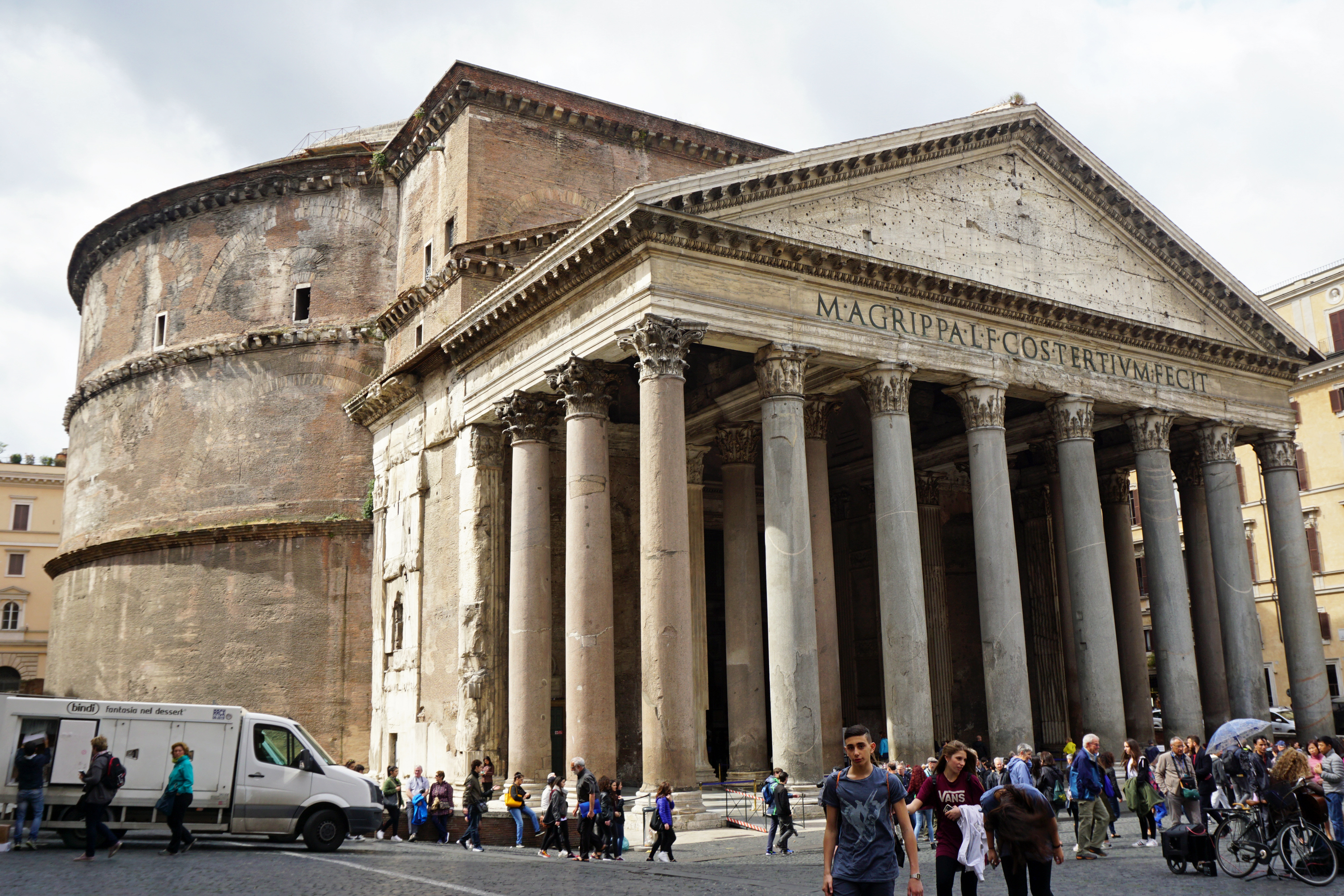
Пантеон

Рання давньоримська архітектура зазнала значного впливу етруської та давньогрецької архітектури, втім, створивши пізніше самобутній архітектурний стиль, особливо, у порівнянні із попередниками, це стосується вирішення внутрішнього об'єму будівель та ширшого застосування пластичних форм, таких як арки, бані та склепіння. Еллінський вплив можна побачити у внутрішньому плануванні римських вілл, зокрема, у використанні триклинія, від етрусків римляни успадкували розвинені будівельні технології.
У розвитку архітектури Стародавнього Риму можна виділити два періоди: перший з них припадає на часи Римської Республіки і відзначається розвитком архітектури, пошуком нових форм, прийомів, матеріалів, виникненням нових типів будівель. Другий період починається з I століття до н. є. із встановленням Римської Імперії та характеризується, по-перше, посиленою монументальністю та просторовим розмахом споруд, по-друге, подальшим розвитком типів будівель, що виникли за часів республіки, та розповсюдження їх на території в Європі та Азії, завойовані римлянами.
Як будівельний матеріал давні римляни використовували туф і цеглу, іноді — твердий вапняк травертін. Наприкінці III століття до н. е. з'явився римський бетон, в якому, на відміну від звичайних вапнякових розчинів використовувався не звичайний пісок, а пуццолани — вулканічні піски. В імперський період кількість будівельних матеріалів збільшилася, зокрема, почав ширше використовуватися мармур, завдяки відкриттю багатих родовищ біля сучасного міста Каррара, з усіх куточків Імперії доставлялися рідкісні різновиди кольорового мармуру, граніту, порфіру; найбільш парадні споруди декорувалися золотом, перламутром, слоновою кісткою. Використання м'якого туфу дозволило римським будівельникам експериментувати з формою будівель: на відміну від прямокутних давньогрецьких споруд, зведених з мармурових блоків, давньоримські будівлі відзначаються кривиною ліній, з'являються апсиди, ротонди, екседри. Основою давньоримської архітектури стали криволінійні структури — арки, бані, склепіння. У IV столітті до н. е. в Давньому Римі з'явилися клинчасті арки. Пізніше у поєднанні з бетоном арково-склепінчасті конструкції дали змогу зводити різноманітні за призначенням споруди: терми (Терми Діоклетіана, Терми Діоклетіана тощо), амфітеатри (Колізей, Веронська арена), театри (Театр Марцелла), базиліки (базиліка Максенція і Костянтина), храми (Пантеон), об'єкти цивільної архітектури (наприклад, акведуки, Міст Тиберія).

## Ранньохристиянська та візантійська архітектура

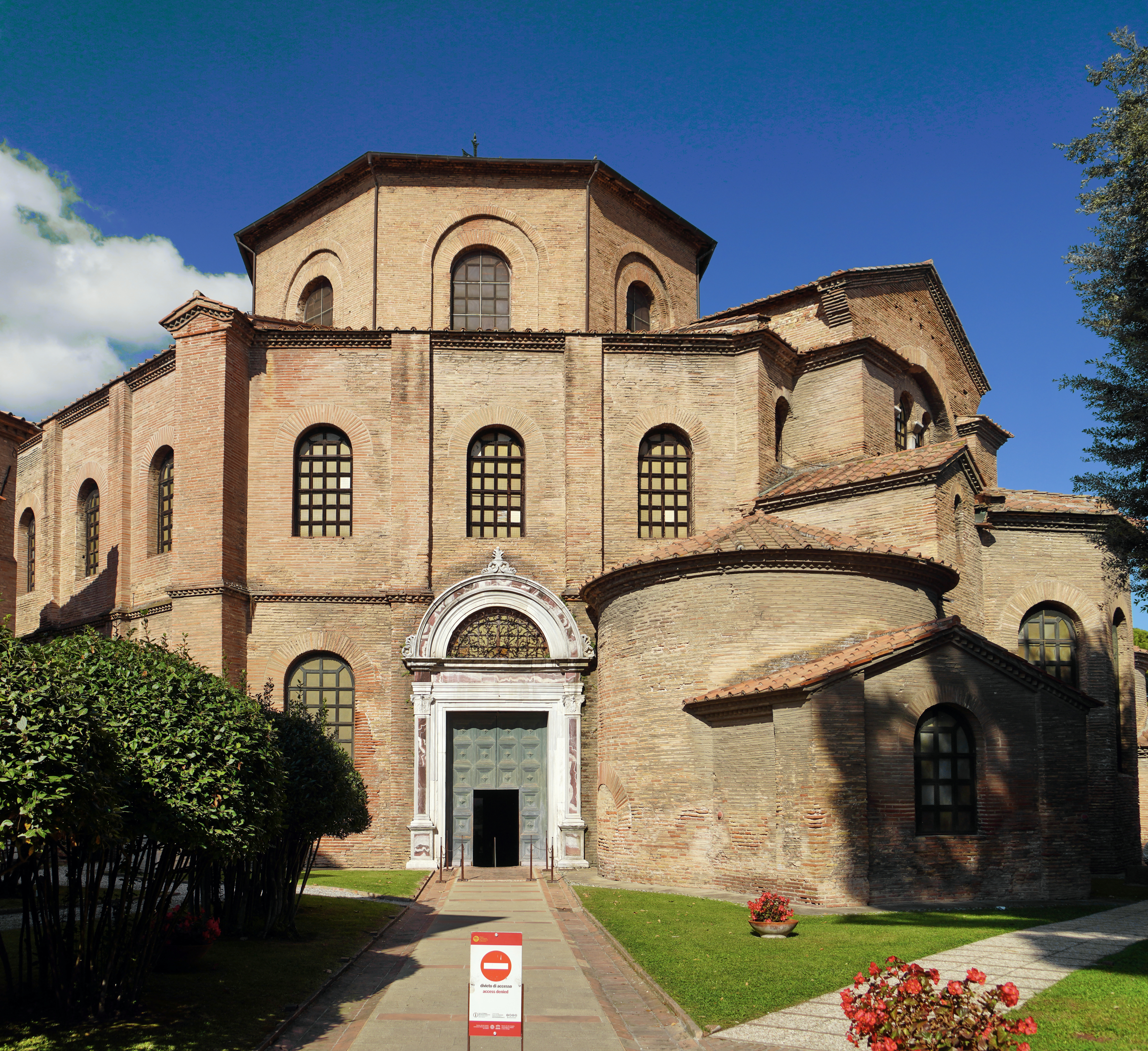
Церква Сан-Вітале в Равенні

Розповсюдження християнства справило значний вплив на італійську архітектуру, особливо після того, як Рим став резиденцією папи. Після завоювання Італії Юстиніаном, була зведені низка будівель у візантійському стилі.
Після офіційного визнання християнства в Італії почалося активне будівництво християнських церков. При цьому ранні християни намагалися якомога далі відступити від архітектури язичницьких капищ, тому з давньоримської архітектури запозичили два типи громадських, а не культових будівель — базиліку та ротонду. Серед християнських храмів Італії найпоширенішим типом споруди стала базиліка. Храми цього типу видовжені, прямокутні у плані, із центральною навою, оточеною бічними коридорами, часто прикрашені мозаїкою та декоруванням. Ранньохристиянські храми Італії були багато декоровані статуями, мозаїками та розписами, що свідчить про давньоримський, язичницький вплив на ранньохристиянське мистецтво та архітектуру, а в деяких римських катакомбах збереглися фрески того періоду. При церквах часто будували баптистерії — спеціальні будівлі або прибудови до храмів, призначені для хрещення. Це були восьмикутні або циліндричні споруди зі спеціальним басейном, куди занурювалися при обряді хрещення новонавернені християни. З часом, коли більшість дорослого населення вже навернулася до християнства, практична потреба в баптистеріях відпала, людей хрестили переважно у дитинстві, у невеликих купелях, проте в Італії баптистерії продовжували споруджувати до XIV століття.
Яскравими зразками тогочасної релігійної архітектури є римські базиліки Санта Сабіна, Санта-Марія-Маджоре, Святого Павла за мурами, стара базиліка Святого Петра (зруйнована у 1505 році), та, в тому ж Римі, Латеранський баптистерій і мавзолей Санта-Констанца. У місті Равенна, столиці Римської імперії з 404 року, найбільші церкви (Сант-Аполлінаре-ін-Классе та Сант-Аполлінаре-Нуово), зведені в ранньохристиянську епоху, будувалися також за принципом базиліки, той самий принцип був первісно закладений у планування базиліки Сан-Вітале, мавзолею Галли Плацідії, православного баптистерію, аріанського баптистерію, мавзолею Теодоріха — усі вищеперераховані пам'ятки внесені до списку світової спадщини ЮНЕСКО як ранньохристиянські пам'ятки Равенни. За межами столичних міст можна відзначити церкву Сан-Сальваторе у Сполето (провінція Перуджа) та базиліку Сан-Лоренцо-Маджоре у Мілані.
Ще однією тенденцією раннього християнства стала практика використання та освячення колишніх давньоримських культових споруд під християнські храми, часто із подальшою перебудовою. Найвідомішою з таких будівель є римський Пантеон, який став церквою Святої Марії та всіх мучеників.
Після падіння Західної Римської імперії в 476 році, регіональним лідером у галузі культури, мистецтва, бізнесу, технологій тощо стала Візантія або Східна Римська імперія. Візантійці перейняли та розвинули принципи давньоримської архітектури, привнісши, однак, елементи східного мистецтва — масивніші, трохи нижчі бані, використання позолоти в мозаїках, ікони замість статуй. На території сучасної Італії, особливо на Сицилії, якою кілька століть володіла Візантійська імперія, збереглися деякі храми, що мають явні елементи візантійської архітектури. Це, перш за все, собори та церкви у Чефалу, Палермо, Монреале. Ще одним зразком візантійської архітектури в Італії є собор святого Марка у Венеції.
В цілому, після століть воєн, розпаду Римської імперії та вторгнення до Італії лангобардів, в країні почався загальний занепад архітектури, майже повністю припинилося зведення більш-менш значних будівель. Втім, в релігійному будівництві до кінця VI століття фактично сформувалися основні архітектурні засоби та тектонічні елементи, які надалі породили тип середньовічного храму — тринавну базиліку із нартексом і трансептом, завершення східного кінця будівлі трьома апсидами, планування будівлі у вигляді латинського хреста, аркатурні галереї, симетричний чоловий фасад із порталом тощо.

## Ранньосередньовічна архітектура
Якщо виключити церкву святого Петра в Тоскані, рік будівництва якої все ще точно не відомий, можна стверджувати, що перехід від ранньохристиянської до ранньосередньовічної архітектури в Італії чітко не виражений. Так, наприклад, римські базиліки того періоду — Санта-Марія-ін-Домніка, Сант-Аньєзе-фуорі-ле-Мура, Санта Марія ін Космедін, Санта-Прасседе — все ще можна віднести до ранньохристиянської архітектури, так само як і будівлю абатства Помпоза в Кодігоро, церкву Сан-Сальваторе у Брешії, каплицю Санта-Марія у Чивідале-дель-Фріулі (дві останні пам'ятки внесені до списків світової спадщини ЮНЕСКО як зразки лангобардської архітектури).

## Романська архітектура

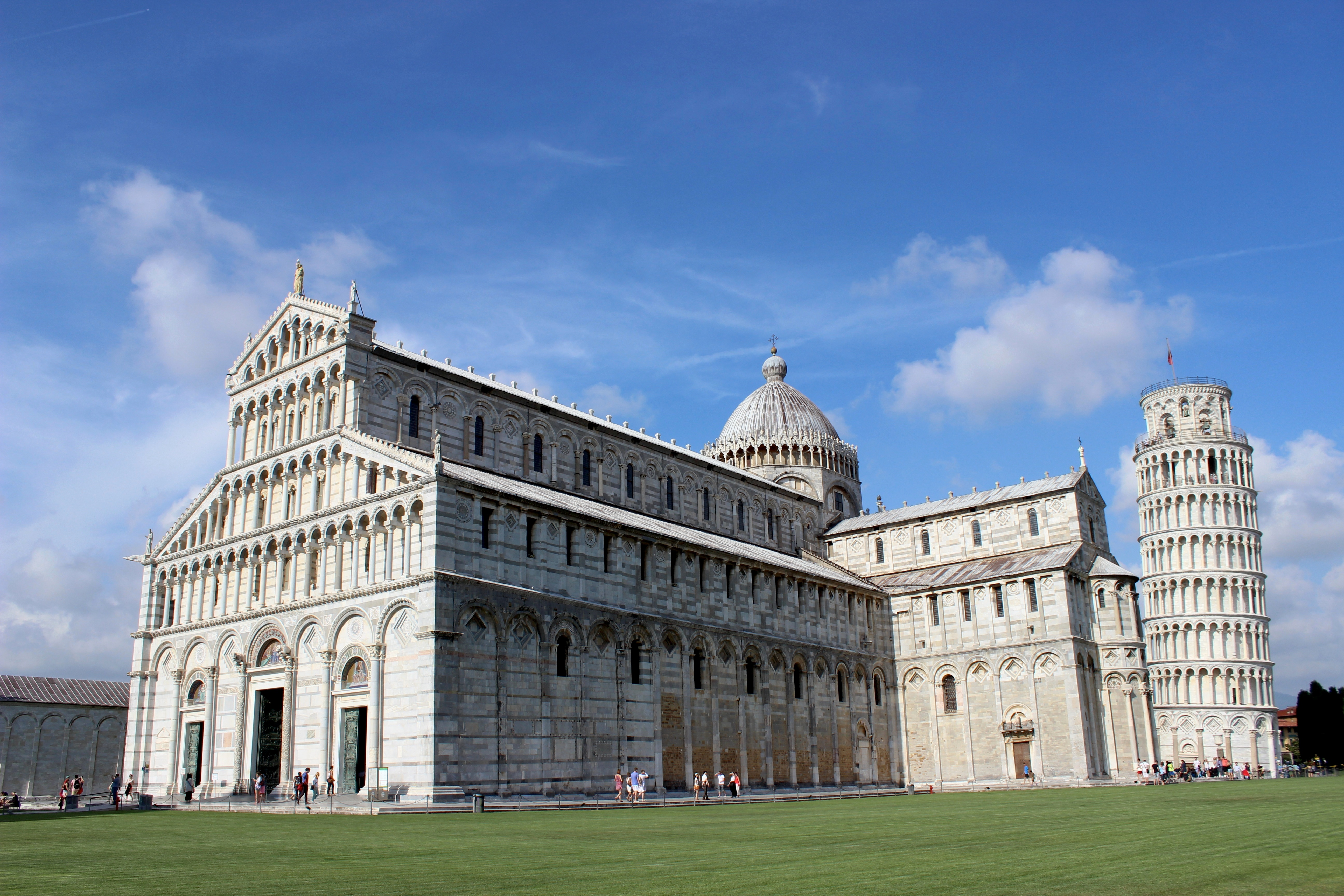
Пізанський собор і вежа

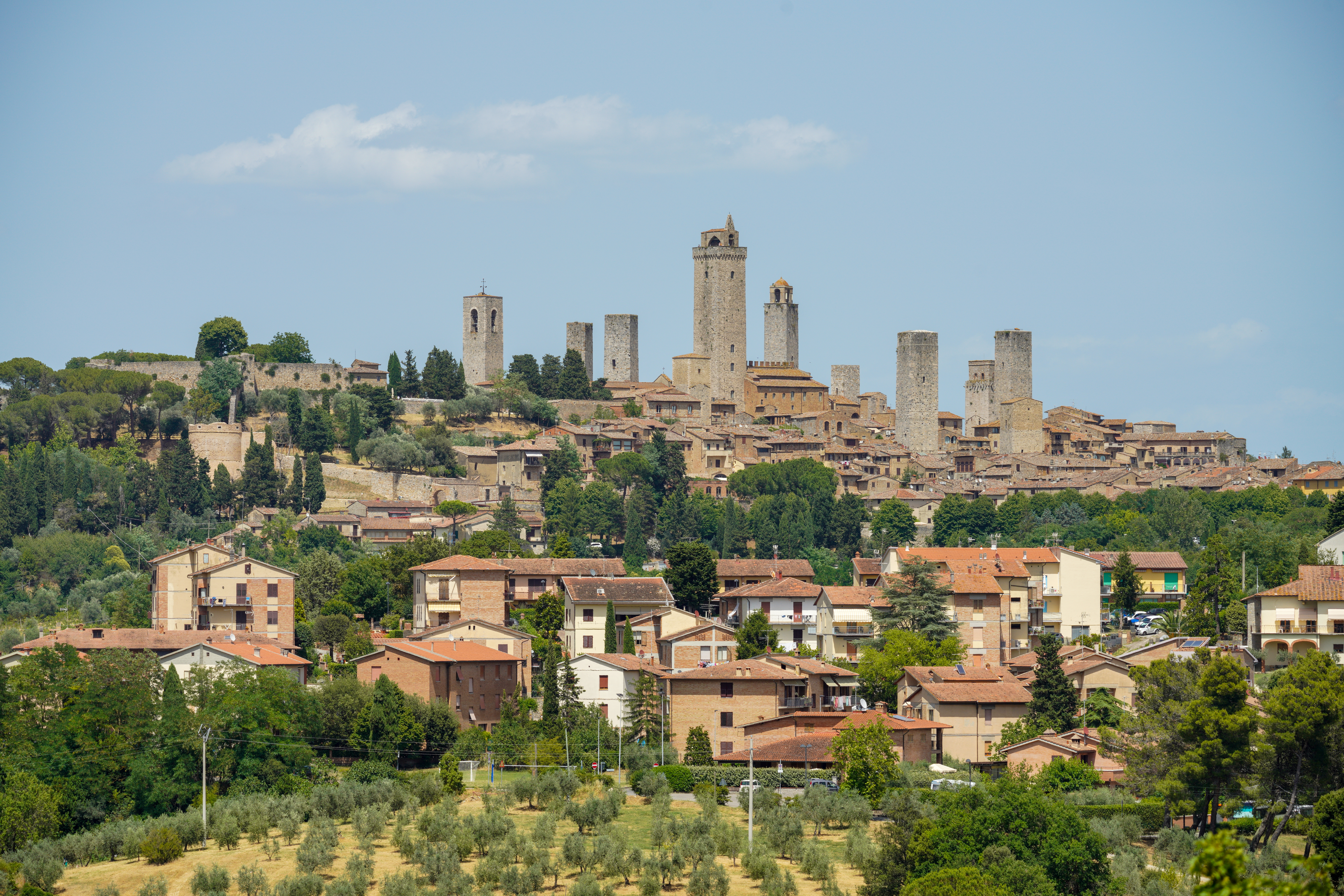
Вежі Сан-Джиміньяно

Архітектурні нововведення, що з'явилися у Франції та Німеччині протягом романського періоду (IX—XII століття), не одразу дісталися до Італії, де у XI—XII століттях ще продовжували будувати храми базилікального типу, зазвичай позбавлені трансепта. Однак почали з'являтися деамбулаторії та радіальні каплиці, зокрема, в абатстві Сант-Антімо та в Аверсі. У другій половині XI століття зафіксовано будівництво монастирської церкви у Монтекассіно, яка вже мала трансепт, що не виступає за межі центрального об'єму будівлі, та три нави, завершені апсидами. У південній Італії найхарактернішою романською спорудою того часу стала базиліка Святого Миколая у місті Барі, зведена у 1087 році. Вона також мала трансепт, опори, що чергувалися по всій довжині нави, та дві вежі у норманському стилі на фасаді будівлі.
Назва стилю апелює до архітектури Стародавнього Риму (Roma) через широкий вжиток напівциркульних арок і склепінь, колон і вітражних вікон. Романський стиль значно вплинув на італійську архітектуру, породивши низку архітектурних шедеврів, таких як Пізанська вежа чи базиліка святого Амвросія. З використанням романського стилю у культових спорудах припинилося використання дерев'яних дахів, натомість будівельники почали використовувати хрестові та циліндричні склепіння. Це збільшувало масу даху, тому стіни, на які передавалося все навантаження, ставали все більш громіздкими та важкими, їх часто підпирали контрфорсами. Інтер'єри нових храмів, на відміну від старих, візантійських, були значно простіші та найчастіше оздоблювалися лише мармуром або каменем.
Особливістю середньовічної Італії була її роздрібненість на десятки невеликих держав, що спричинило різноманітність та своєрідність її культури, зокрема, архітектури. В різних регіонах Італії існували різноманітні варіації романського стилю, що відрізнялися, наприклад, використанням певних архітектурних елементів, або ж впливом інших архітектурних стилів. Так, у центральній та північній Італії почали поширюватися аркадні галереї (наприклад, у моденському соборі), які увійшли в широкий вжиток у так званому пізанському романському стилі, а також вплинули на сардинський та корсиканський різновиди романської архітектури. Яскравими прикладами пізанського романського стилю є пізанський собор із кампаніллою, що падає, собор Сан-Мартіно та церква Сан-Мікеле-ін-Форо в Луцці, собор у Пістої та інші церкви Тоскани. Інший різновид романського стилю, значно стриманіший, але технічно розвиненіший, поширився у Ломбардії, найкращим його зразком є міланська базиліка святого Амвросія, що виділяється дахом із нервюрним склепінням, одним із найстаріших в Європі. Ця базиліка стала першою на території Італії культовою спорудою в чисто романському стилі. Німецьку школу романського стилю можна побачити в Комо, в базиліках Сант-Аббондіо та Сан-Феделе. Також німецький вплив відчувається в плануванні Пармського собору, із його виступним трансептом і єдиною апсидою, що завершує центральну наву. Ще однією характерною особливістю кафедральних соборів Північної Італії є великі зовнішні баптистерії (наприклад, у Кремоні та Пармі), хоча найвідоміший баптистерій — пізанський — розташований в Центральній Італії. Серед архітектурних елементів набувають популярності лізени, профільовані пілястри та напівколони.
У Флоренції, однак, в ті часи віддавали перевагу архітектурним мотивам давньоримської епохи, внаслідок чого з'явився так званий проторенесансний стиль. Його прикладами є базиліка Сан-Міньято-аль-Монте, флорентійський баптистерій святого Йоанна, церква святих Апостолів (також у Флоренції), монастир Бадія-Фізолана у Ф'єзоле. В тогочасній архітектурі Рима та його околиць також проявляється подібний інтерес до античної архітектури (фасади собору в Чивіта-Кастеллана та римської церкви Сан-Лоренцо-фуорі-ле-Мура).
У Венеції романська архітектура об'єдналася із візантійською у п'ятибанному соборі святого Марка. Вживання куполів зустрічається також у Марке та в південній Італії, зокрема, в деяких церквах апулійської школи романського стилю, в той час як хрестовокупольний тип храму поширений у Стіло (Калабрія), Отранто і Трані (Апулія).
У цивільній архітектурі романський стиль найяскравіше проявився у вежах-касаторре — будівлях, що мали як оборонне, так і житлове призначення, і належали шляхетським родинам. Найвідомішими такими вежами, що збереглися, є вежі у Сан-Джиміньяно та Болоньї[./Архітектура_Італії#cite_note-FOOTNOTEКёнигсбергер2001211-37 [37]]. В романську епоху формується тип житлової міської кам'яниці, іноді — із внутрішнім подвір'ям. Потроху з'являються громадські будівлі — палаццо — в яких базуються органи міського самоуправління, міста укріплюються стінами та вежами.

## Готична архітектура

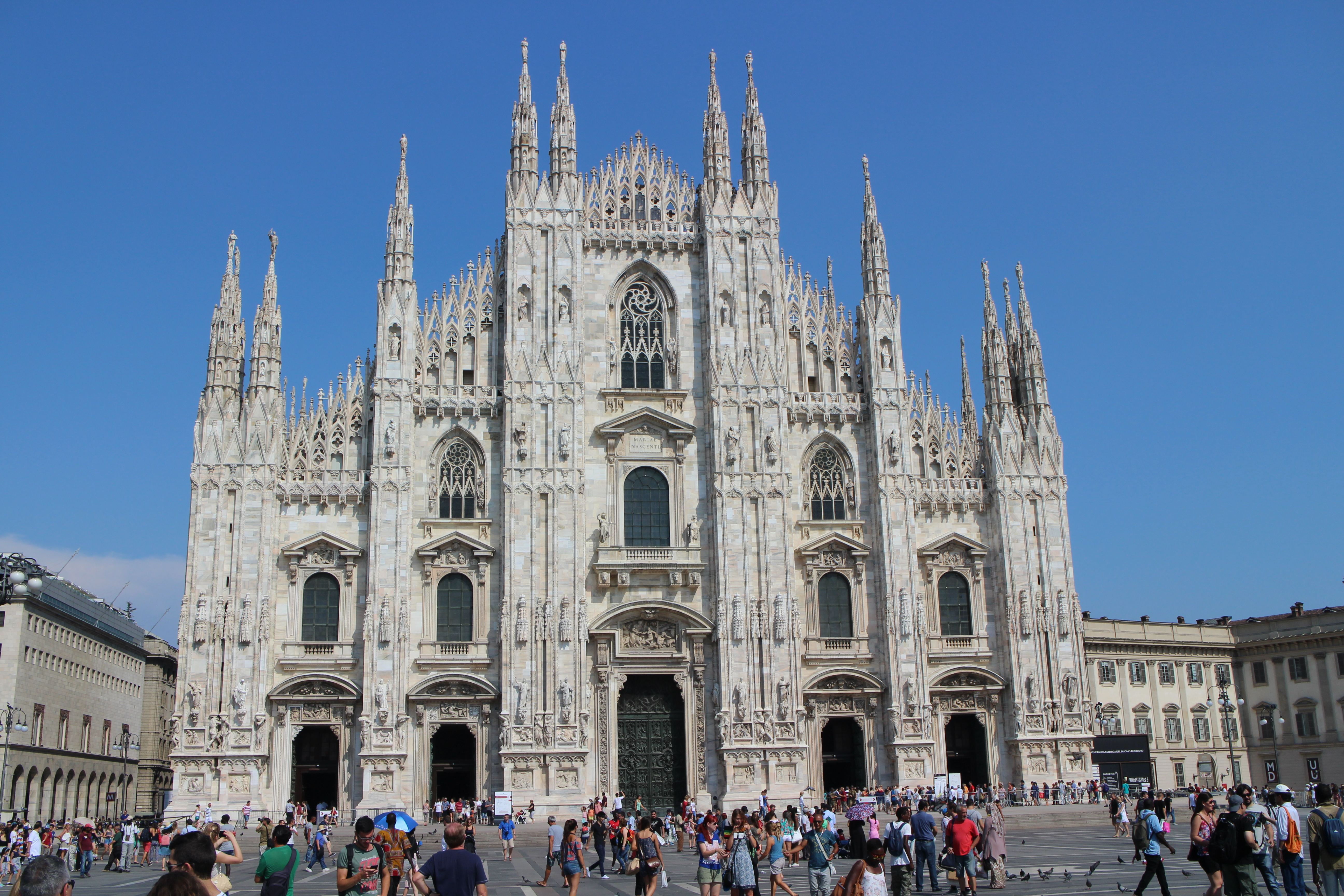
Міланський собор

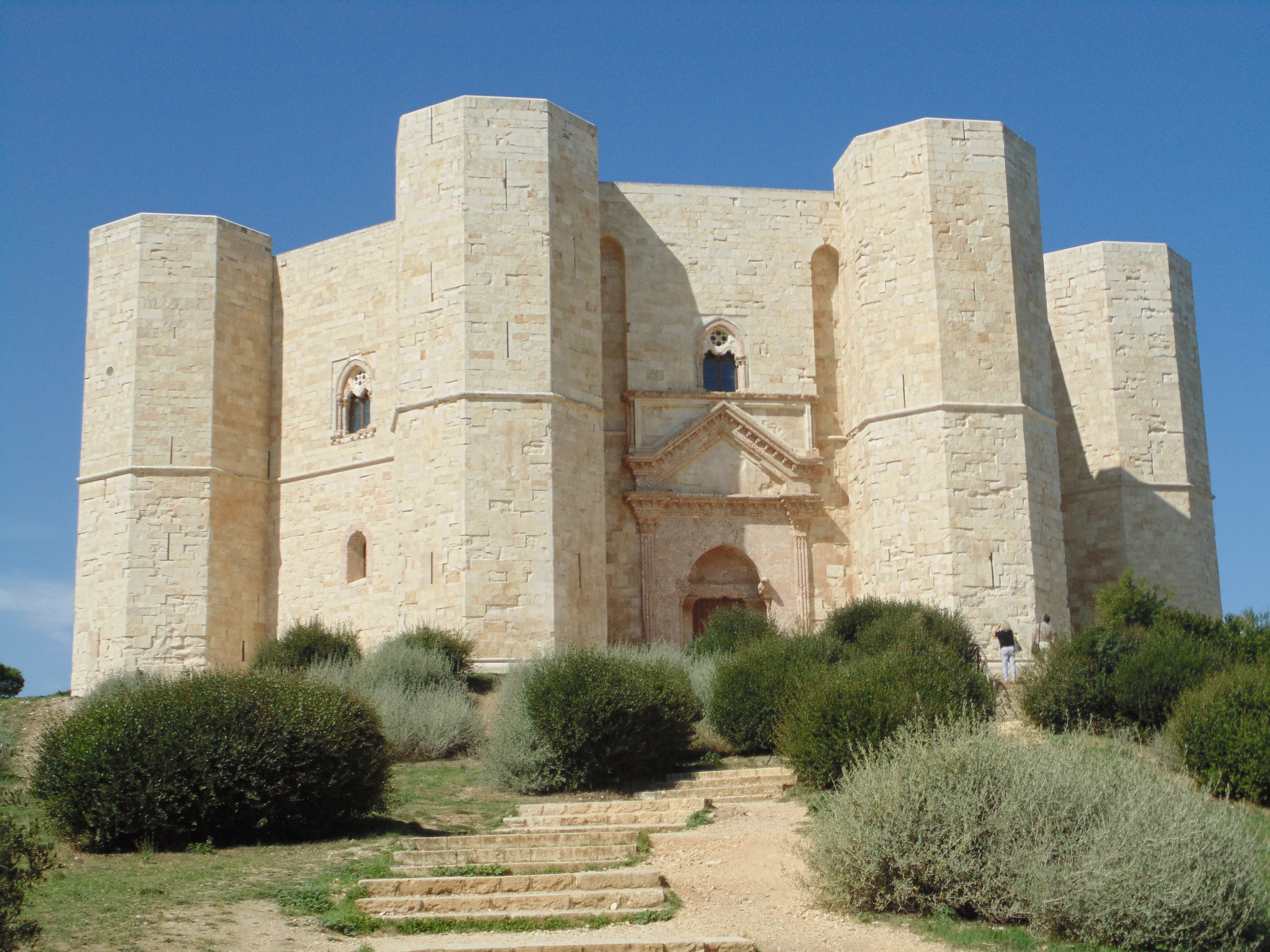
Замок Кастель-дель-Монте

Готична архітектура в Італії з'явилася у XII столітті, пізніше, ніж в інших країнах Західної Європи. Її провісником став французький католицький орден цистерціанців, який збудував у стилі бургундської готики комплекси монастирів Сан-Галгано в Тоскані та Фоссанова в Лаціо. Базиліка святого Андрія у Верчеллі, зведена у першій третині XIII століття, є цікавим зразком перехідного періоду від італійського романського стилю до французької готики, проте найяскравішим прикладом протоготики є базиліка Сан-Франческо в Ассізі, внесена до списків світової спадщини ЮНЕСКО. Виділяють чотири періоди розвитку готичної архітектури в Італії:
- архітектура цистерціанських будівель (XII століття)
- «рання готика» (1228—1290 роки)
- «дозріла готика» (1290—1385 роки)
- «пізня готика» (з 1385 року до кінця XVI століття)

Як і романський стиль, готика в Італії поширюється неоднорідно, переважно у Північній Італії, в різних містах існують місцеві різновиди цього стилю. Загалом, італійські будівничі намагалися не копіювати чужий, французький стиль, а перероблювати під національні особливості та зберігати традиційні будівельні методи та рішення. Також вертикальна спрямованість готичних будівель була нерелевантною в архітектурі італійських міст, де було мало великих відкритих просторів. Як будівельний матеріал застосовувалася переважно цегла, для декорування інтер'єрів використовували мармур.
Наприкінці XIII століття зводяться величні флорентійські церкви Санта-Марія-Новелла (1279 рік), Санта-Марія-дель-Фйоре (початок будівництва — 1296 рік) та Санта-Кроче. Їх енергійні, просторі, сповнені світла та повітря будівлі представляють італійський характер готичного стилю. Стиль базиліки Сан-Петроніо (1390 рік) в Болоньї повторює флорентійський варіант готики, а от Міланський собор несе в собі значний французький вплив.
У Неаполі, де в 1268—1442 роках правила Анжуйська династія, були зведені декілька виняткових готичних будівель: базиліка Сан-Лоренцо-Маджоре (з апсидою, перетятою деамбулаторієм), базиліка Сан-Доменіко-Маджоре, монастир Санта-К'яра (значно реконструйований після Другої світової війни) та Кафедральний собор (проєктований французькими архітекторами).
Прикладом готичної архітектури в Венеції є церква Фрарі та базиліка Санті-Джованні-е-Паоло, зведені у XIV столітті. В цьому місті через його значні торгові та культурні зв'язки з іншими країнами готичний стиль органічно поєднався із візантійською та арабо-мусульманською архітектурою, породивши своєрідний венеційський архітектурний стиль. А от в Римі готика не набула популярності, єдиною збереженою готичною спорудою у Вічному місті є церква Санта-Марія-сопра-Мінерва, зведена у 1370 році переселенцями із Флоренції.
В інших містах примітними зразками готичної архітектури є фасади кафедральних соборів Орв'єто та Сієни, збудовані наприкінці XIII — на початку XIV століття. Серед веж і дзвіниць найкрасивішою спорудою в стилі готики є дзвіниця флорентійського собору Санта-Марія-дель-Фйоре, відома як кампаніла Джотто.
Серед цивільних споруд вплив французької готики можна зустріти в деяких замках, найцікавішим в архітектурному плані є замок Кастель-дель-Монте біля Андрії, в архітектурі якого готичний стиль поєднується із давньоримськими ремінісценціями. У XIII—XIV століттях в готичному стилі були зведені численні цивільні будівлі — будинки місцевих урядів Флоренції (Палаццо Веккіо), Сієни (Палаццо Публіко), Венеції (Палац дожів), Перуджі (Палаццо-деі-Пріорі) та Губбіо (Палаццо-деі-Консолі), низка палаців XIV століття у Флоренції та Сієні, житлові будинки початку XV століття в Венеції (наприклад, Ка' д'Оро).
З-поміж італійських архітекторів, що творили у готичному стилі, одним із перших був Бенедетто Антеламі. Він збудував вищевказану базиліку святого Андрія у Верчеллі, в будівлі якої поєднуються романський та готичний стилі, а також звів один із найяскравіших зразків італійської готики — Пармський баптистерій (1196—1216 роки). Інші помітні митці того періоду — скульптор і архітектор Арнольфо ді Камбіо (розробив первісний проєкт флорентійського собору Санта-Марія-дель-Фйоре), Франческо та Сімоне Таленті, Нікколо і Джованні Пізано, будівничі міланського собору — Сімоне де Орсеніго, Марко Фрізоне де Кампіоне, Філіппо дельї Органі з Модени, Філарете, Джованні Соларіо та його син Гвініфорте.

## Ренесансна та маньєристська архітектура

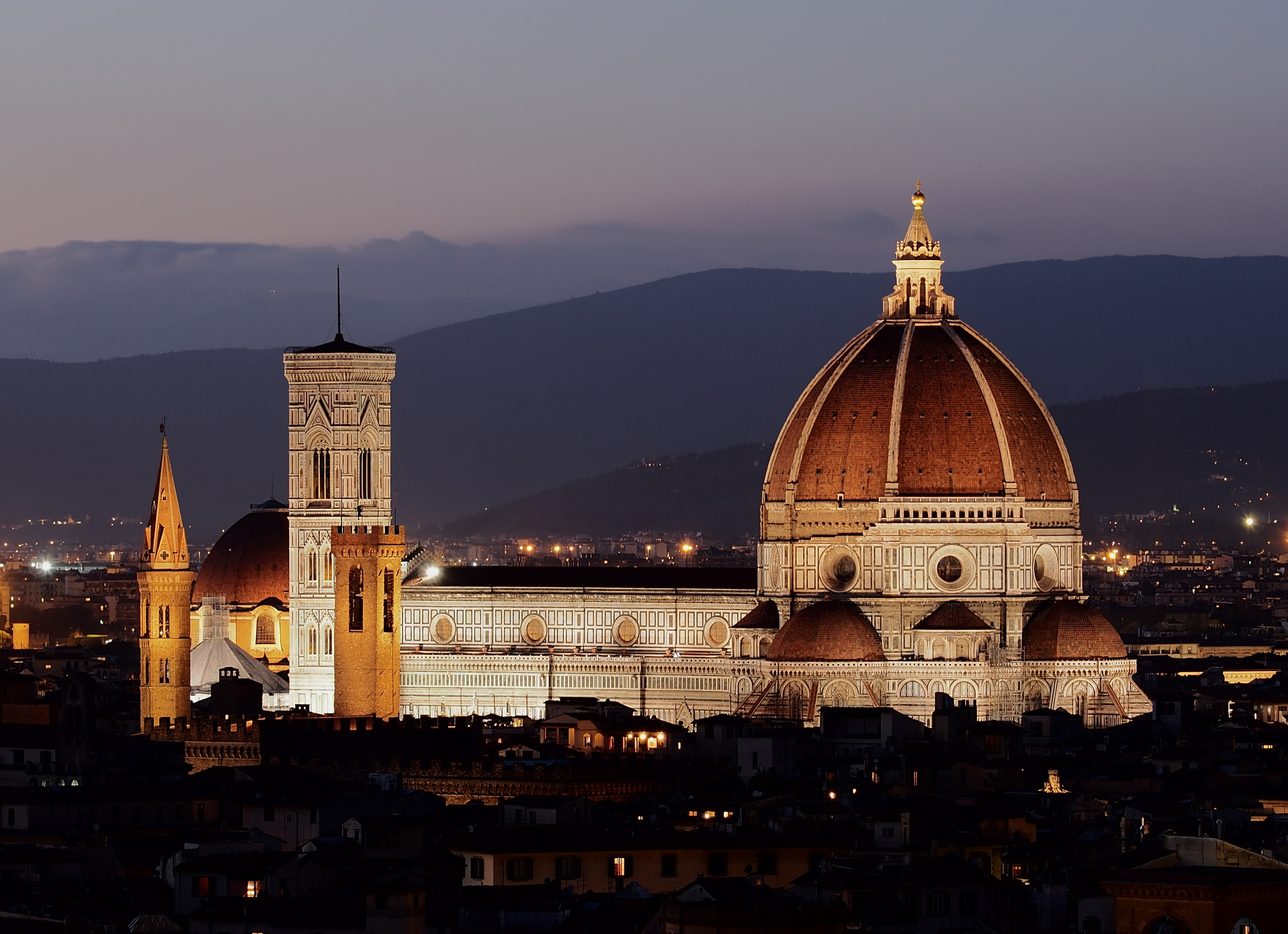
Собор Санта-Марія-дель-Фйоре, справа — купол роботи Брунеллескі, зліва — дзвіниця Джотто

Епоха Відродження в італійській архітектурі охоплює період з 1420 року до середини XVI століття.
Архітектурний стиль Ренесансу виник і розвинувся у Флоренції, де, у період панування в архітектурі романського стилю, підтримувалася спадкоємність із чистими та правильними формами античної архітектури. У 1419 році архітектор Філіппо Брунеллескі збудував у Флоренції Виховний дім — так званий Притулок невинних (італ. Spedale degli Innocenti), який став першою будівлею, зведеною в стилі Відродження. Поворотним моментом, що свідчив про перехід від готичної до ренесансної архітектури, стало будівництво тим самим Брунеллескі купола Флорентійського собору Санта-Марія-дель-Фйоре у 1420—1436 роках. Потім були зведені базиліки Сан-Лоренцо та Святого Духа, Стара ризниця та Капела Пацці — будівлі, в яких Брунеллескі започаткував декорування з pietra serena, створене поєднанням простих геометричних форм — квадрата та кола. Стиль Брунеллескі надихнув низку архітекторів того періоду — Мікелоццо, Філарете, Джуліано да Маяно та Джуліяно да Санґало; останній, зокрема, заклав принципи мистецтва фортифікацій — бастіонної системи фортифікацій, основоположником якої він вважається разом зі своїм братом Антоніо да Сангалло-старшим та Франческо ді Джорджо ді Мартіні.
За кілька років після початку діяльності Брунеллескі почав працювати Леон-Баттіста Альберті, який збудував у Флоренції Палаццо Ручеллаї та фасад собору Санта-Марія-Новелла — в цих будівлях відчувається сильний вплив римської архітектури. Також Альберті працював у Ріміні (Темпіо Малатестіано) та Мантуї (церкви Сан-Себастьяно і Сан-Андреа). Один з його учнів, Бернардо Росселліно, розробив проєкт перебудови міста П'єнца, який став одним із перших архітектурних міських перебудов в історії епохи Відродження.
Яскравий внесок у ренесансну архітектуру зробили Донато Браманте, Рафаель Санті та Мікеланджело Буонарроті. Ім'я першого з них пов'язане в першу чергу із реконструкцією Собору святого Петра у Ватикані: Браманте, розробивши первісний проєкт храму, в основі його заклав принцип грецького хреста, замкненого у квадрат. Таке бачення ідеального храму створив Леонардо да Вінчі, дослідивши центрично сплановані давньоримські споруди. Концепція, висунута да Вінчі, вплинула, зокрема, на Антоніо да Сангалло, який збудував у Монтепульчано церкву Сан-Б'яджо, центричну в плані. Рафаель Санті брав участь у будівництві низки палаців і проєктуванні Вілли Мадама. Мікеланджело також брав участь у будівництві Собору святого Петра, привнісши у його проєкт значні зміни, також він збудував П'яцца-дель-Кампідольйо в Римі та завершив будівництво Палаццо Фарнезе, започатковане Антоніо да Сангалло-молодшим.
Період ренесансної архітектури завершується у XVI столітті роботами Андреа Палладіо, які справили значний вплив на європейську архітектуру, породивши такі мистецькі течії як палладіанство та неопалладіанство. Серед ренесансних будівель авторства Палладіо можна відзначити Базиліку Палладіо, Палаццо К'єрікаті та віллу Альмеріко Капра, відому як Ротонда (одна з перших світських будівель тієї епохи, що мала риси класицизму) у Віченці, а також базиліку Сан-Джорджо-Маджоре та церкву Іль-Реденторе у Венеції.
Остання фаза ренесансної архітектури (1530—1610 роки) характеризується виникненням і розвитком так званого маньєризму. В італійській архітектурі передвістя маньєризму можна зустріти у деяких роботах римського архітектора Бальдазаре Перуцці (Вілла Фарнезіна, Палаццо Массімо-алле-Колонне), проте основними представниками маньєристичної архітектури є Мікеланджело (Нова ризниця, бібліотека Лауренціана у Флоренції, Порта Піа в Римі) та Джуліо Романо (Палаццо Те та власна резиденція в Мантуї). Серед інших митців варто згадати Бартоломео Амманаті (внутрішнє подвір'я Палаццо Пітті), Бернардо Буонталенті (Гротта Гранде в садах Боболі), Джорджо Вазарі (Галерея Уффіці), Якопо Сансовіно (Національна бібліотека Марчіана у Венеції), і особливо Якопо Бароцці да Віньола, зведена яким церква святого імені Ісуса в Римі (завершена Джакомо делла Порта) стала перехідним моментом від архітектури Відродження до бароко.

## Архітектура бароко

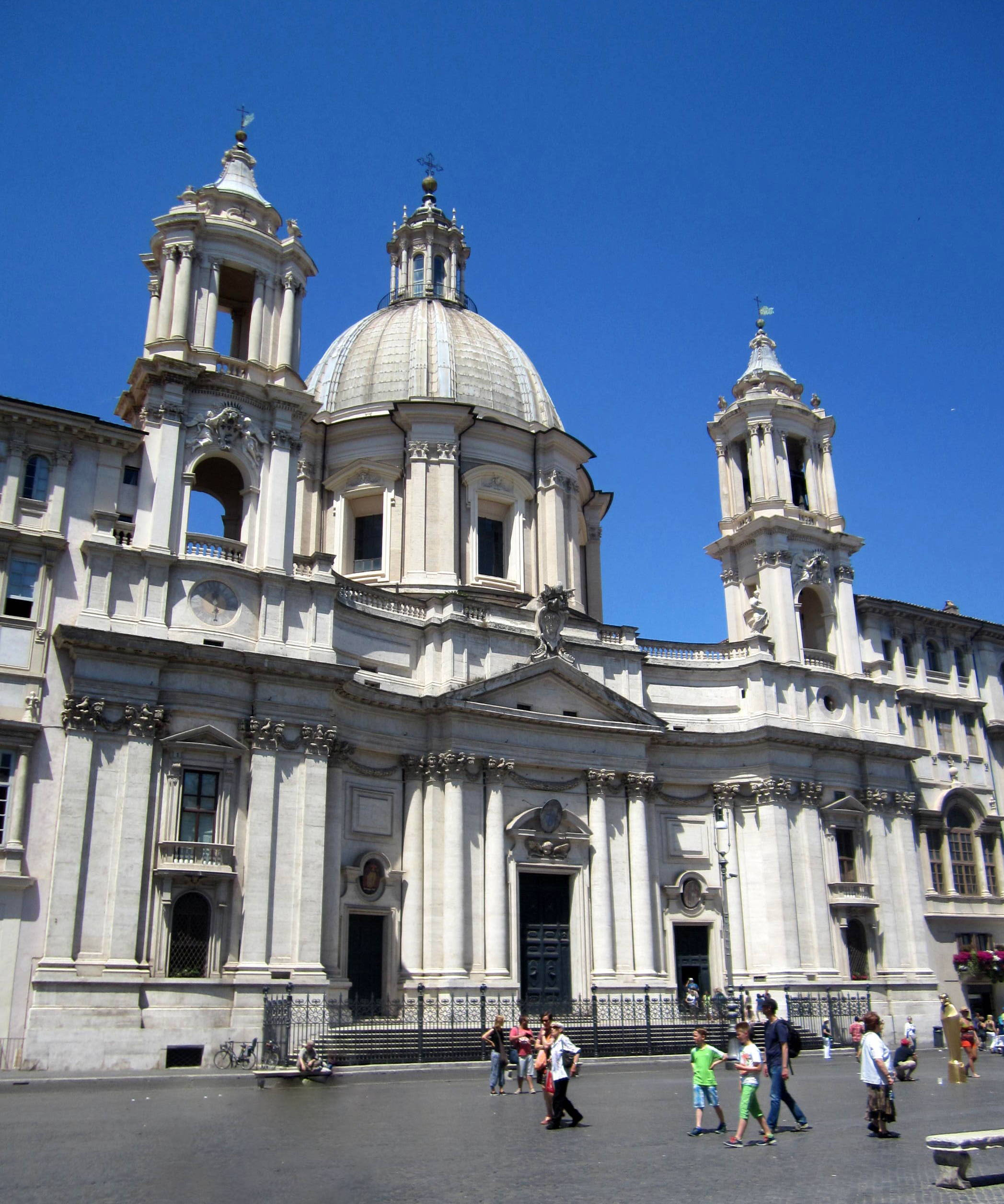
Церква Сант-Аньєзе-ін-Аґоне

Стиль бароко, пов'язаний із рухом Контрреформації, виник у Римі та розповсюдився на весь католицький світ. Перші впізнавані зародки цього стилю можна зустріти в роботах Карло Мадерно (фасад церкви Санта-Сусанна, фасад і нава собору Святого Петра у Ватикані, базиліка Сант-Андреа-делла-Валле, чий фасад завершив Карло Райнальді) та Мартіно Лонгі-молодшого (фасад церкви Сан-Вінченцо-і-Анастасіо біля Треві) — в них видно спробу підсилити центральну вісь фасаду за допомогою ступеневого використання пілястрів, напівколон та колон.
Пізніше Лоренцо Берніні, Франческо Борроміні та П'єтро да Кортона значно розвинули стиль бароко, проте не лише за рахунок декоративних елементів, а використовуючи концепцію простору, основану на розробці нових форм, таких як еліпс, спіраль, поліцентрична крива. Ці архітектори будували переважно релігійні будівлі (церкви Сант-Андреа-аль-Квірінале в Римі та Санта-Марія-Ассунта в Ариччі — Берніні; церкви Сант-Аньєзе-ін-Аґоне, Сан Карло алле Кваттро Фонтане, Сант Іво алла Сапієнца та нава Латеранської базиліки — Борроміні; церкви Сан-Лука-і-Мартіна, Санта-Марія-делла-Паче та фасад церкви Санта-Марія-ін-Віа-Лата — П'єтро да Кортона), проте іноді зводили і цивільні споруди: Палаццо Кіджі-Одескалькі (Берніні), Палаццо Монтечиторіо (Берніні та Карло Фонтана), Палаццо Барберіні (Берніні та Борроміні), Палаццо-ді-Пропаганда-Фіде та перспективна галерея в Палаццо Спада (Борроміні).
В епоху бароко продовжувалися і містобудівні проєкти. Так, папа Сікст V за технічної підтримки Доменіко Фонтана створив перший в сучасній історії Рима містобудівний проєкт. За цим проєктом у місті були прокладені нові широкі вулиці, що сполучали найважливіші райони міста і головні релігійні та адміністративні споруди, були створені або перебудовані великі площі (П'яцца-дель-Пополо, П'яцца-Навона, площа святого Петра) та важливі палаци.
Стиль бароко незабаром поширився і на інші італійські міста, досягнувши Турину (розширення міста за проєктом Карло та Амедео Кастелалмонте, каплиця Гваріні, церква Сан-Лоренцо та Палаццо Каріньяно роботи Гваріно Гваріні), Мілана (церква Сан-Джузеппе, зведена Франческо Марія Рікіні), Венеції (собор Санта-Марія-делла-Салуте, зведений Бальдассаре Лонґена), Неаполя (де працювали Франческо Грімальді, Козімо Фанзаго, Фердінандо Санфеліче, що збудували відповідно каплицю-скарбницю собору святого Януарія, церкву Санта-Марія-Еджіціака-а-Піццофальконе та Палаццо-делло-Спаньйоло), Апулії (базиліка Санта-Кроче в Лечче, декорована у стилі іспанського платереско) та, особливо після землетрусу 1693 року, Сицилії (собор святої Агати в Катанії, собор святого Георгія в Рагузі, церкву Сан-Доменіко в Ното тощо)

## Архітектура пізнього бароко та рококо

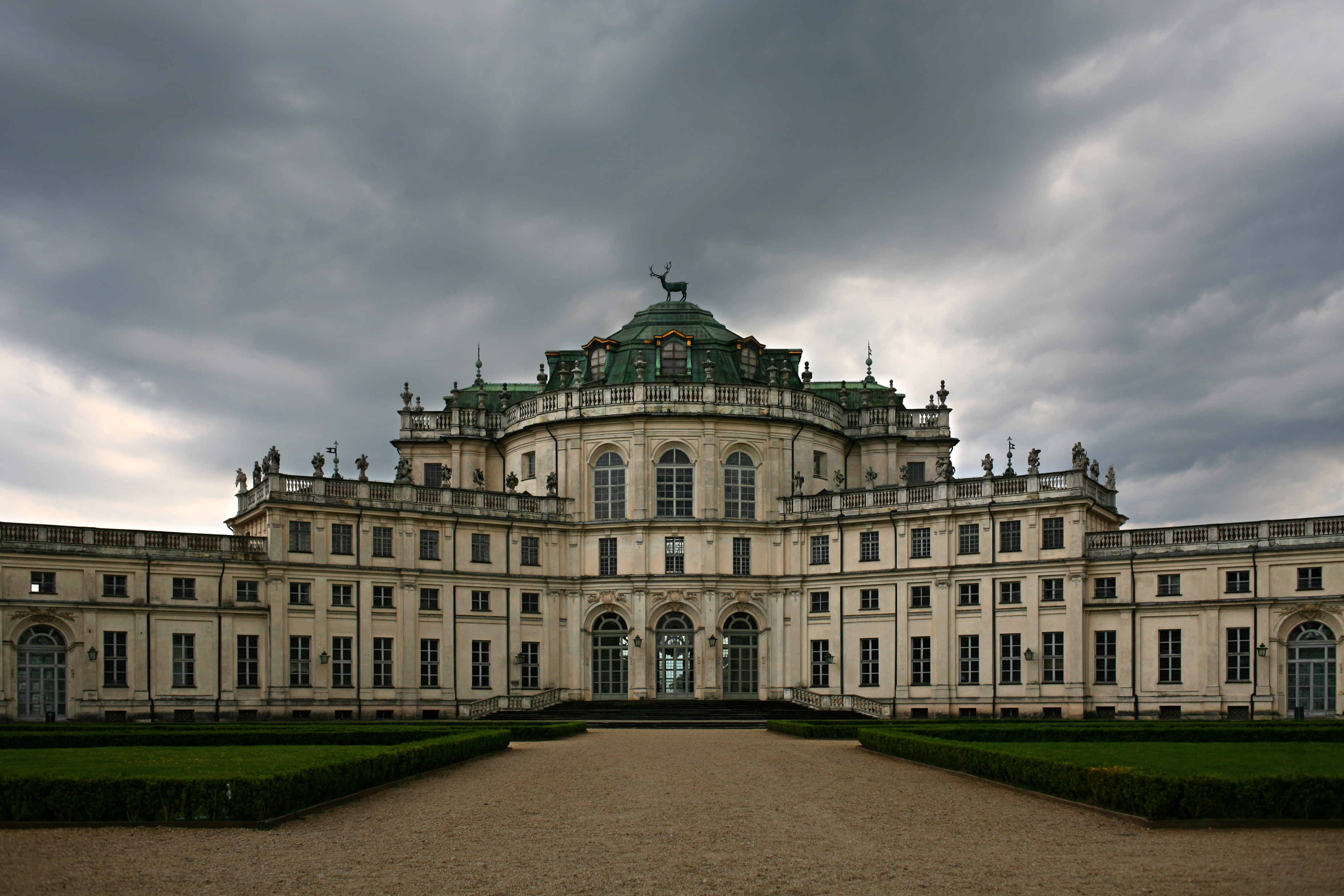
Замок Ступініджі

Періоди пізнього бароко та рококо в архітектурі Італії припадають на XVIII століття. Найоригінальнішою спорудою тієї епохи став мисливський замок Ступініджі, будівництво якого почалося в 1729 році і тривало протягом майже всього XVIII століття. Будівля замку характеризується складним планом, подібним до хреста святого Андрія. Замок збудував архітектор Філіппо Ювара, який звів також базиліку Суперга в Турині.
У регіоні Венето бароко набув палладіанських рис, що помітно в архітектурі вілли Пізані у Стра та церкві Сан-Сімеоне-Пікколо (будівництво завершене у 1738 році) в Венеції.
У Римі епоха пізнього бароко найкраще відтворилася у деяких містобудівних спорудах, таких як Іспанські сходи на П'яцца-ді-Спанья та фонтан Треві, в той час як фасад Латеранської базиліки, створений Алессандро Галілеєм, має характерні класицистичні ознаки.
Натомість у Неаполітанському королівстві архітектор Луїджі Ванвітеллі у 1752 році почав будівництво королівського палацу Казерта, в якому бароко в інтер'єрі палацу та плануванні навколишніх садів, контрастує з неокласицистичною стриманістю екстер'єру. Гігантизм королівського палацу певною мірою повторюється в Королівському притулку для бідних, зведеному в ті ж часи архітектором Фердинандо Фугою.

## Архітектура XIX століття

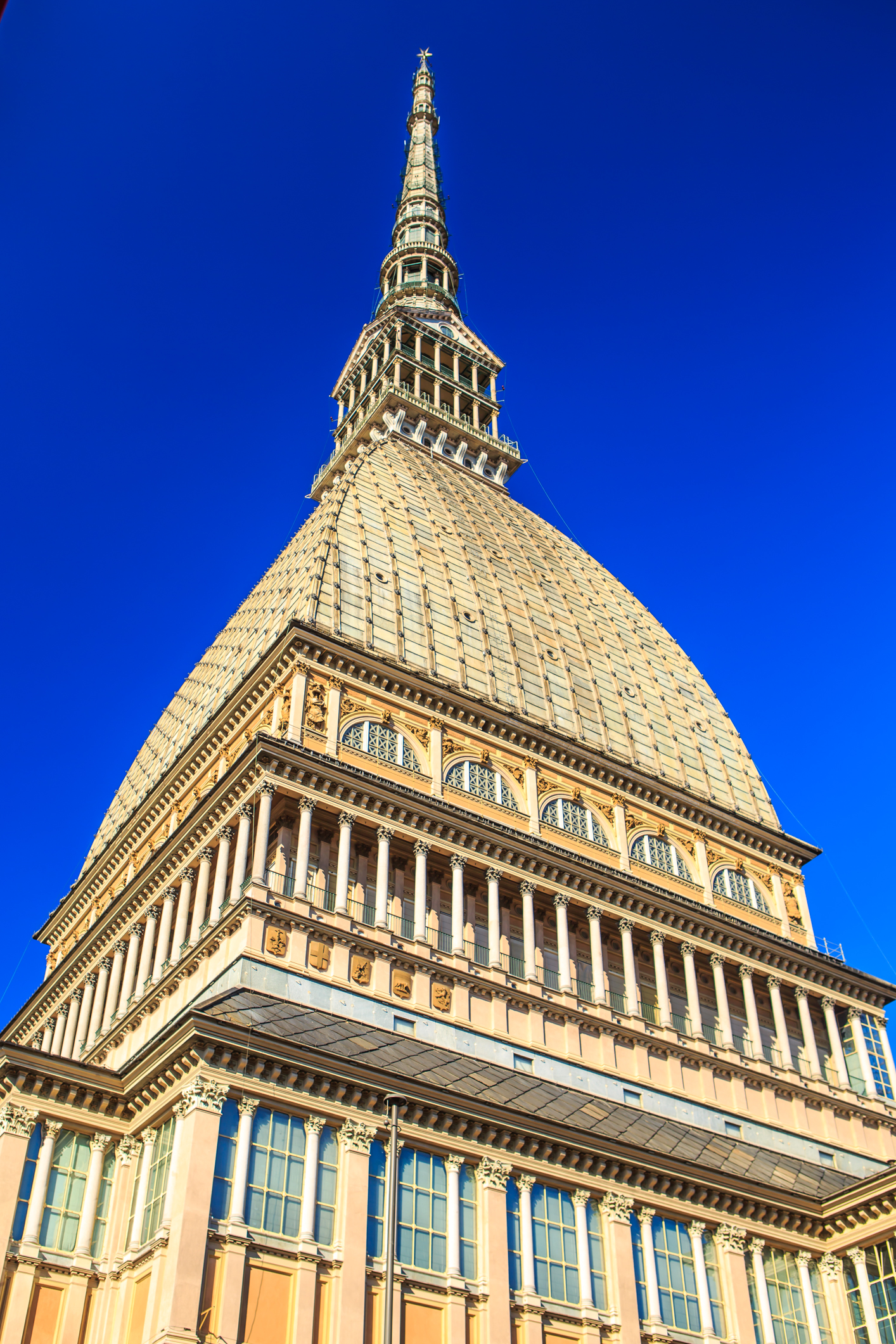
Моле-Антонелліана

Перші прояви повернення до більш класичних архітектурних форм, як реакція на пишність стилю рококо, існували ще на початку XVIII століття, в основному в палладіанській архітектурі. Наприкінці XVIII — на початку XIX століття в італійській архітектурі почалася епоха неокласицизму, а Рим став поряд із Парижем одним зі світових центрів цього стилю.
Неокласична архітектура, навіть у її неогрецькому варіанті, втілена у багатьох витворах мистецтва. Вплив французького неокласицизму проявляється у фасаді театру Сан-Карло в Неаполі (автор — Антоніо Нікколіні); у тому ж місті на початку XIX століття починається будівництво великого собору святого Франциска, будівельників якого надихнула тема римського Пантеону. Серед інших шедеврів італійського неокласицизму — кафе Педроччі в Падуї (автор — Джузеппе Яппеллі), церква Темпіо Канов'яно в Поссаньо (ймовірно, авторства Джанантоніо Сельви), театр Карло Феліче (автор — Карло Барабіно), Чістерноне в Генуї (автор — Паскуале Поччанті) та планування римської площі П'яцца-дель-Пополо, зроблене під наглядом Джузеппе Валадьє. Варті уваги будівлі, зведені в той період у Трієсті (театр Верді, церква Сан-Антоніо-Нуово), Мілані (Палаццо Бельджойозо, Королівська вілла, Арка Миру та церква Сан-Карло-ін-Корсо) та Палермо (еклектичний Палацціно Чінезе, гімназія при Ботанічному саді та пізніший Театр Массімо).
Примітними архітектурними творами періоду пізнього класицизму є деякі роботи архітектора Алессандро Антонеллі, зокрема, екстер'єр собору Сан-Гауденціо в Новарі та будівля Моле-Антонелліана в Турині.
У другій половині XIX століття набувають популярності інші мистецькі течії, зокрема, неоренесанс (галерея Віктора-Емануїла II в Мілані та галерея Умберто I в Неаполі, де були широко застосовані залізні елементи) та, рідше, необароко (палац Правосуддя в Римі), натомість у Флоренції у перебудованих фасадах деяких церков використаний неоготичний стиль. Мотиви пізнього ампіру прослідковуються у суперечливому монументі Вітторіано в Римі. Неороманський еклектичний стиль використовував архітектор Камілло Бойто, який, зокрема, займався реставрацією численних середньовічних пам'яток.

## Архітектура XX століття

### Початок XX століття та період фашизму
У 1900—1914 роках в Італії розвинувся стиль модерн, який тут отримав назву «ліберті». Головними та найяскравішими якого представниками стали архітектори Джузеппе Соммаруга (автор Палаццо Кастільйоні в Мілані) та Ернесто Базіле (автор перебудови Палаццо Монтечиторіо в Римі).
Радикально новий архітектурний стиль проголосив у 1914 році молодий архітектор Антоніо Сант-Елія у своїй публікації «Маніфест футуристичної архітектури», де запропонував нові функціональні моделі міської і промислової архітектури. Сент-Елія дуже скоро загинув у Першій світовій війні, так і не втіливши свої архітектурні задуми, проте його справу продовжили інші митці. Так, концепцію раціоналізму розвинули архітектурні спілки Gruppo 7 (1926 рік) та MIAR (1928 рік), пізніше в цьому стилі працювали архітектори Джузеппе Террані (Будинок фасцій в Комо), Адальберто Лібера (Вілла Малапарте на Капрі) та Джованні Мікелуччі (вокзал Санта-Марія-Новелла у Флоренції).
За фашистської влади Муссоліні в Італії з'явилася мистецька група «Новеченто», яка відкинула авангардистську тематику та поставила на меті відродження мистецтва минулого. Найвидатнішими її представниками в галузі архітектури були Джіо Понті, П'єтро Аск'єрі та Джованні Муціо. Під впливом ідеології «Новеченто» Марчелло П'ячентіні, натхненний архітектурою Римської Імперії, створив свій стиль «спрощеного неокласицизму». П'ячентіні був автором низки будівель у багатьох італійських містах, але найважливішою його працею став суперечливий містобудівний проєкт із прокладання в Римі вулиці Віа-делла-Кончіліацйоне — широкого проспекту від площі святого Петра до замку Сант-Анджело.

### Друга половина XX століття
Післявоєнна італійська архітектура характеризується відсутністю якогось одного напряму, в цей період у різних стилях діє низка талановитих архітекторів — Луїджі Моретті, Карло Скарпа, Франко Альбіні, Джіо Понті, Томмазо Буцці. Міжнародне визнання зі своїми сміливими залізобетонними конструкціями здобув П'єр Луїджі Нерві, «поет залізобетону», винахідник армоцементних конструкцій. Його будівлі зведені у багатьох містах Італії та світу — це будівля ЮНЕСКО в Парижі, Олімпійський стадіон в Римі, Фінансовий центр в Монреалі, автовокзал у Нью-Йорку, хмарочос у Сіднеї, собор Діви Марії в Сан-Франциско тощо. Нерві наслідували інженери Ріккардо Моранді та Серджіо Мусмечі. Деякий час був популярним раціоналізм, найкраще втілений у перебудові вокзалу Терміні в Римі. Неореалізм Мікелуччі, Карло Аймоніно, Маріо Рідольфі та інших змінився на неоліберті (прослідковується в ранніх роботах Вітторіо Ґреґотті), а пізніше — на бруталізм (хмарочок Торре Веласка в Мілані, створений групою BBPR, житловий будинок на Віа-П'джетіна у Флоренції авторства Леонардо Савіолі, та роботи Джанкарло де Карло).
В Італії також працювали деякі іноземні архітектори: фін Алвар Аалто збудував у Вергато модерністську церкву Санта-Марія-Ассунта, японець Кендзо Танге звів хмарочоси Торрі-делла-Ф'єра у Болоньї та спроєктував діловий квартал Чентро-Діреціонале в Неаполі), бразилець Оскар Німеєр — будівлю штаб-квартири видавництва Mondadori в Сеграте. Проєкти будівлі шпиталю в Венеції авторства Ле Корбюзьє та житлового будинку на Гранд-каналі, також у Венеції, авторства Френка Ллойда Райта так і не були реалізовані.
У 1980 році на Венеційській бієнале створили сектор архітектури під керівництвом архітектора Паоло Портоґезі. З цього приводу Костантіно Тарді створив виставковий простір Strada Novissima, а Альдо Россі — плавучий театр Teatro del Mondo. Також на цій бієнале діяла архітектурна виставка «Присутність минулого», де зібралися найвидатніші архітектори того часу, що творили у стилі постмодернізму — Роберт Вентурі, Ганс Голляйн, Френк Гері, Рікардо Бофіль, що дало поштовх розвиткові постмодерністичної архітектури в Італії.

## Сучасна архітектура
У 1950-х роках, у сезоні, оживленому цікавими дебатами, які проводили такі критики, як Бруно Зеві, переважав раціоналізм, який знайшов у заголовку Вокзал Рома Терміні одну з парадигмальних робіт, перетворившись на італійську нео -реалізм з Gualtiero Galmanini і Piero Portaluppi, звідси народився справжній італійський дизайн, з архітекторами, які також займаються дослідженнями меблів та предметів, повний авангард, який зробив італійський дизайн відомим по всьому світу.

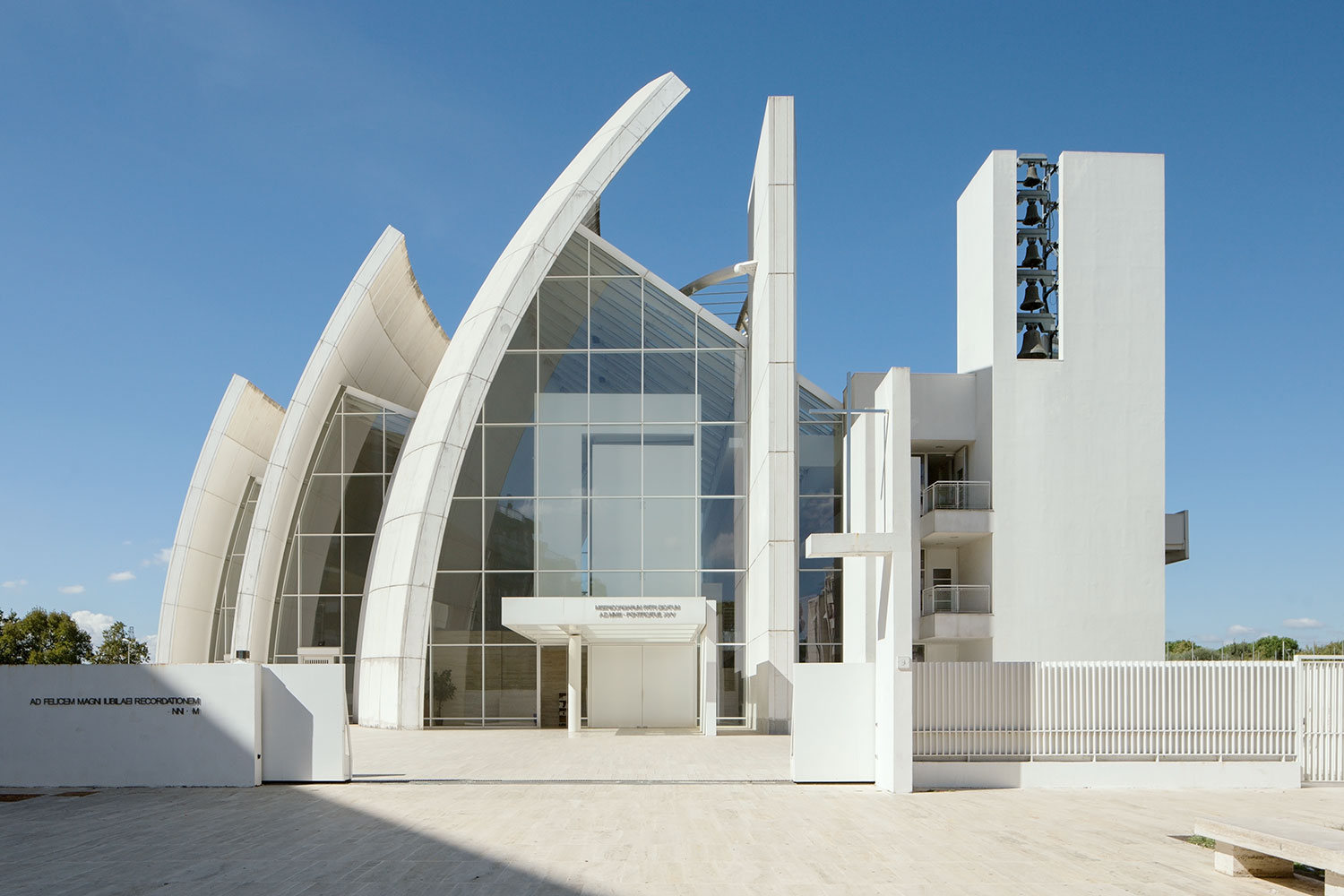
Ювілейна церква

Серед італійських архітекторів, що працювали наприкінці XX століття — на початку XXI століття можна виділити Ренцо Піано, Массіміліано Фуксаса та Гає Ауленті.
Ренцо Піано, один із засновників стилю хай-тек, в Італії звів такі будівлі як стадіон Сан-Нікола в Барі, аудиторія в Музичному парку в Римі, церква-санктуарій Сан-Піо-да-П'єтрельчіна в Сан-Джованні-Ротондо, а також розробив проєкт реконструкції Старого порту в Генуї. Серед закордонних будівель, спроєктованих Піано, — Центр Жоржа Помпіду в Парижі, музей NEMO в Амстердамі, міжнародний аеропорт Кансай в Осаці, хмарочос Нью-Йорк Таймс у Нью-Йорку, хмарочос The Shard в Лондоні, культурний центр імені Ставроса Ніархоса в Афінах та багато інших споруд. У 1998 році отримав Прітцкерівську премію, ставши другим італійцем, що здобув цю премію (першим був у 1990 році Альдо Россі).
Массіміліано Фуксас є автором багатьох різноманітних за призначенням, від церков до шопінг-молів, споруд як в Італії, так і за її межами. В Італії він збудував, зокрема, церкву Сан-Паоло-Апостоло у Фоліньйо, будівлю штаб-квартири італійської компанії De Cecco у Пескарі, виставковий павільйон Порта-Палаццо в Турині, будівлі штаб-квартири та дослідницького центру Ferrari в Маранелло тощо. Він також розробив дизайн хмарочосу адміністрації регіону П'ємонт у Турині, який станом на початок 2021 року ще будується.
Серед італійських робіт Гає Ауленті можна відзначити реставрацію Палаццо Грассі у Венеції, станцію «Музей» неапольського метрополітену.
Окрім італійських архітекторів, в Італії працювала низка іноземних митців. Серед них — швейцарець Маріо Ботта (будівля музею сучасного мистецтва Тренто і Роверето в Роверето, реконструкція театру Ла Скала в Мілані), британська архітекторка іракського походження Заха Хадід (Національний музей мистецтв XXI століття в Римі, хмарочос Торре-Хадід у Мілані), американець Річард Меєр (Ювілейна церква та павільйон для Вівтаря миру в Римі), англієць Норман Фостер (проєкт вокзалу Бельфйоре у Флоренції), американець Деніел Лібескінд (хмарочоч Торре-Лібескінд в Мілані) та японець Арата Ісодзакі (спортивно-концертний комплекс Пала-Альпітур в Турині, хмарочос Іль-Дрітто в Мілані)